# 황우슬혜
황우슬혜(본명: 황진희, 1979년 8월 10일 ~ )는 대한민국의 배우, 모델이다.

## 학력
- 건국대학교 영화학과

## 드라마 연기 활동

### KBS
- 2010년 KBS2 단막극 《KBS 드라마 스페셜 - 주말에 하는 연애》 ... 모남희 역
- 2011년 KBS2 주말연속극 《사랑을 믿어요》 ... 최윤희 역
- 2012년 KBS2 일일시트콤 《선녀가 필요해》 ... 선녀 채화 역
- 2022년 KBS2 월화 드라마 《미남당》 ... 이민경 역
- 2022년 KBS2 월화 드라마 《커튼콜》 ... 현지원 역

### 타 방송사
- 2013년 MBC 단막극 《드라마 페스티벌 - 잠자는 숲속의 마녀》 ... 최아미 역
- 2014년 SBS 주말극장 《기분 좋은 날》 ... 정다애 역
- 2015년 MBC 일일연속극 《위대한 조강지처》[1] ... 오정미 역
- 2016년 tvN 월화드라마 《혼술남녀》 ... 황진이 역
- 2017년 TV조선 주말 드라마 《너의 등짝에 스매싱》 ... 박슬혜 역
- 2017년 TV조선 시트콤 《너의 등짝에 스매싱》 ... 박슬혜 역
- 2019년 MBC 수목드라마 《하자있는 인간들》 ... 이강희 역
- 2019년 tvN 토일드라마 《사랑의 불시착》 ... 도혜지 역
- 2021년 넷플릭스 시리즈 《내일 지구가 망해버렸으면 좋겠어》 ... 도 여 역 (특별출연)
- 2021년 TV조선 토일드라마 《엉클》 ... 김유라 역
- 2022년 SBS 월화드라마 《우리는 오늘부터》 ... 여진희 역
- 2024년 tvN 월화드라마 《가석방 심사관 이한신》 … 최원미 역

### 영화
- 2008년 《미쓰 홍당무》 ... 이유리 역
- 2008년 《과속스캔들》 ... 유치원 선생님, 조모 역
- 2009년 《박쥐》 ... 호각 처녀 역
- 2009년 《펜트하우스 코끼리》 ... 장 선생/마리 역
- 2010년 《폭풍전야》 ... 미아 역
- 2011년 《화이트: 저주의 멜로디》 ... 순예 역
- 2014년 《한번도 안해본 여자》 ... 권말희 역
- 2015년 《장수상회》 ... 박양 역
- 2018년 《레슬러》 ... 도나 역
- 2019년 《썬키스 패밀리》 ... 미희 역
- 2020년 《히트맨》 ... 이미나 역
- 2023년 《보스》 ... 지영 역
- 2025년 《히트맨 2》 ... 이미나 역
- 미정 《히트맨 3》 ... 이미나 역
- 미정 《히트맨 4》 ... 이미나 역

### 뮤직비디오
- 2010년 가비앤제이 - 그만하자

## 방송
- 2009년 MBC 《우리 결혼했어요》
- 2016년 SBS 《정글의 법칙》
- 2016년 tvN 《SNL 코리아》
- 2016년 SBS《일요일이 좋다 런닝맨》
- 2020년 MBC 《라디오스타》

## 광고
- KB국민카드 (2010년)
- NH농협손해보험 (2010년)
- 시그니처 (2010년)
- 농심 소고기 짜장면 (2011년)
- 율미아스탭 (2012년)

## 홍보대사
- 2011년 제3회 서울국제건축영화제 페스티벌 아키텍트
- 2012년 희망서울 홍보대사

## 수상 및 후보
| 연도 | 시상식              | 부문                    | 작품          | 결과 |
| ---- | ------------------- | ----------------------- | ------------- | ---- |
| 2007 | 내추럴뷰티선발대회  | 내추럴뷰티하트상        | 빈칸          | 수상 |
| 2008 | 제29회 청룡영화상   | 신인여우상              | 미스 홍당무   | 후보 |
| 2009 | 제45회 백상예술대상 | 영화부문 여자신인연기상 | 미스 홍당무   | 후보 |
| 2009 | KBS 연기대상        | 여자 신인상             | 사랑을 믿어요 | 후보 |
| 2012 | KBS 연예대상        | 쇼/오락부문 여자 신인상 | 선녀가 필요해 | 후보 |
| 2021 | 제40회 황금촬영상   | 심사위원특별상          | 썬키스 패밀리 | 수상 |